# قشلاق حاج حیدرفرمان
قشلاق حاج حیدرفرمان یک روستا در ایران است که در استان اردبیل واقع شده‌است. قشلاق حاج حیدرفرمان ۷۲ نفر جمعیت دارد.